# OKay

Okay Direct Belfortstraat Gent

Okay is een Belgische supermarktketen en onderdeel van de Colruyt Group. De keten richt zich voornamelijk op buurt- en stadssupermarkten met een overzichtelijk assortiment aan dagelijkse boodschappen. Okay staat bekend om haar focus op verse producten, gebruiksvriendelijkheid en lage prijzen. 
De eerste Okay-winkel opende in 1998 in het Oost-Vlaamse Ertvelde.
In 2025 telt de keten in totaal 170 winkelpunten , verspreid over Vlaanderen, Brussel en Wallonië. Okay-winkels hebben een oppervlakte van ongeveer 600 m2.

## Winkelformules

### Okay
De standaardformule van Okay richt zich op klanten die snel en efficiënt hun dagelijkse boodschappen willen doen in een buurtsupermarkt. Deze winkels liggen vaak in de buurt van woonwijken, zijn makkelijk bereikbaar en zijn ruim voorzien van parkeerplaats.

### Okay City
Een compacte stadssupermarktformule gericht op stedelijke klanten. De winkels zijn kleiner van oppervlakte, bevinden zich op centrale locaties in steden, bieden een aangepast assortiment en zijn 7 dagen op 7 geopend, ook op feestdagen. Klanten kunnen er snel en efficiënt winkelen dankzij zelfscankassa's en scherpe promoties. 

### Okay Direct
De meest innovatieve winkelformule van Okay. Okay Direct is een onbemande supermarkt die 24/7 open is. Klanten kunnen de winkel binnen- en buitenstappen met hun betaalkaart en zelf hun boodschappen doen, op elk moment van de dag of nacht.

## Geschiedenis
Okay opende in 1998 zijn eerste winkel in Ertvelde (Oost-Vlaanderen), toen nog als discounter. 
In 2004 evolueerde Okay van een discounter naar een prijsbewuste buurtsupermarkt, letterlijk dichtbij de klant. Er kwam ook een nieuwe baseline: "Bespaar jezelf tijd, geld en moeite". In de jaren daarna groeide Okay geleidelijk, met focus op winkels in de buurt van dorps- en stadskernen.
In 2012 introduceerde Okay de Okay-kaart, samen met een vernieuwd logo en opnieuw een nieuwe baseline: "Snel, goedkoop en makkelijk". Op 22 augustus in hetzelfde jaar opende Okay zijn eerste Okay Compact-winkel in Elsene (Brussels Hoofdstedelijk Gewest): een compacte stadswinkel zonder parking en winkelkarren, gericht op kleinere boodschappen en geopend op zondag. 
In 2014 werd de 100ste Okay-winkel geopend in De Pinte (Oost-Vlaanderen), die gepaard ging met de grootste communicatiecampagne in de geschiedenis van Okay, waaronder voor het eerst een radiocampagne en baanaffiches. 
In 2015 opende Okay een eigen distributiecentrum, gedeeld met Bio-Planet, en werd de eerste 2de generatie winkel geopend in Eghezée (Namen). Deze winkels kregen een nieuwe uitstraling die zich duidelijker onderscheidde van Colruyt Laagste Prijzen. 
Op 9 november 2021 werd in Gent (Oost-Vlaanderen) de eerste Okay Direct geopend: een innovatieve, onbemande winkel waar klanten 24/7 zelfstandig boodschappen kunnen doen. 
In 2023 introduceerde Okay een nieuwe baseline: "Makkelijk mag", die het gebruiksgemak nog verder in de verf zet. 
In 2024 werd Okay Compact omgedoopt tot Okay City, waarmee nog sterker de nadruk werd gelegd op de stadsformule. 

## Magazine
Het Helemaal Okay Magazine is een seizoensgebonden magazine dat klanten van Okay inspireert met frisse recepten, handige tips en ideeën om het beste uit elk seizoen te halen. Het magazine is beschikbaar in de winkels en biedt een toegankelijke manier om meer te weten te komen over producten, gezondheid en trends die passen bij de Okay-filosofie van gemak en betaalbaarheid. 

## Okay: makkelijk mag.
De baseline "Makkelijk mag" weerspiegelt de kernfilosofie van Okay. De supermarkt wil het winkelen zo eenvoudig mogelijk maken voor haar klanten. Met een breed assortiment, scherpe prijzen en gebruiksvriendelijke winkels, zorgt Okay ervoor dat klanten snel en efficiënt hun boodschappen kunnen doen zonder in te boeten op kwaliteit. De slogan benadrukt dat gemak geen luxe hoeft te zijn, maar een toegankelijke keuze voor iedereen.

## Bestuur
Sinds 1 juli 2023 wordt Colruyt Group geleid door Stefan Goethaert, die is aangesteld als Chief Executive Officer (CEO). Hij volgde Jef Colruyt op, die na meer dan 25 jaar als CEO de fakkel doorgaf en voorzitter van de raad van bestuur bleef. Goethaert trad in 2012 in dienst bij Colruyt Group en vervulde sindsdien verschillende leidinggevende functies binnen de organisatie. 
De financiële leiding is in handen van Stefaan Vandamme, die sinds februari 2019 de functie van Chief Financial Officer (CFO) bekleedt. Hij is verantwoordelijk voor de financiële strategie, planning en rapportering van de groep. 
Jo Willemyns is sinds maar 2019 actief als Chief Operating Officer (COO) voor de foodretailactiviteiten van de groep. Hij stuurt onder meer de operationele werking van de Colruyt-winkels en andere retailformules aan.
Deze drie leidinggevende maken deel uit van het uitvoerend comité, dat instaat voor de strategische en operationele aansturing van Colruyt Group. 

## Nederland
Colruyt Group heeft in het verleden overwogen om de Okay-formule in Nederland te introduceren, maar tot nu toe zijn er nog geen winkels in Nederland geopend.